# نيوآرك (دائرة انتخابية في المملكة المتحدة)
نيوآرك (بالإنجليزية: Newark)‏ هي إحدى الدوائر الانتخابية في المملكة المتحدة الممثلة في مجلس العموم في برلمان المملكة المتحدة.
عضو البرلمان الذي يمثلها حالياً هو :Patrick Mercer (Con).